# 島田泉 (考古学者)

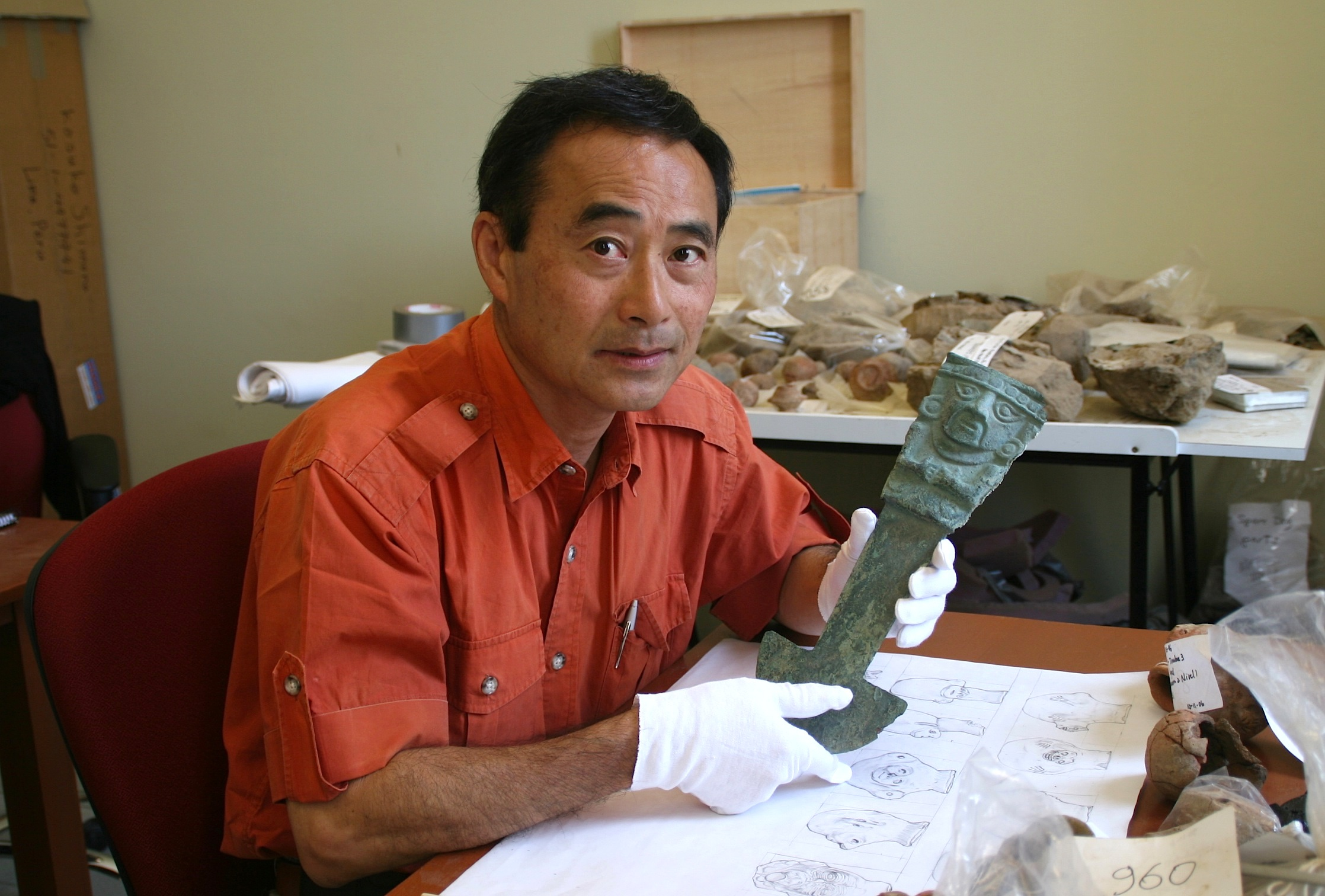
島田 泉

島田 泉（しまだ いずみ、イズミ・シマダ、Izumi Shimada、1948年 - ）は、日本出身のアメリカ合衆国の考古学者。人類学博士。南イリノイ大学人類学科教授。シカン文明の名付け親として知られる。

## 経歴
- 1948年（昭和23年）
  - 東洋美術史研究家であった島田修二郎の次男として京都府向日町に生まれる。母は幾美子（きみこ）。兄は島田真杉（京都大学大学院人間・環境学研究科教授）。
- 1962年（昭和37年）
  - 父修二郎がプリンストン大学に客員教授として招かれ、家族で移民船「あるぜんちな丸」に乗り渡米する。
- 1963年（昭和38年）
  - 修二郎が任期を延長するも、家族は一旦日本へ引き揚げる。
  - 母幾美子が病に倒れる。修二郎は大学を辞めて帰国。幾美子死去。
- 1964年（昭和39年）
  - 再度米国より招聘があり、泉は父と共に渡米する。兄は日本に留まる。
- 1971年（昭和46年）
  - コーネル大学人類学科卒業。
  - アリゾナ大学大学院（人類学専攻）へ進む。
  - 当時大学4年生であったメロディと出会う。
- 1973年（昭和48年）
  - カナダ王立オンタリオ博物館のペルー北海岸予備調査に自費参加。これが泉の初めてのペルー調査となった。
- 1974年（昭和49年）
  - メロディと結婚。
  - ペルー北海岸（パンパ・グランデ）本格調査の為、夫婦でアンデス調査団に参加する。
- 1975年（昭和50年）
  - 発掘仲間と休暇旅行（遺跡見学ツアー）中、無数の盗掘穴を発見する。これが後に彼によって「シカン」と名付けられた文明との出会いとなった。
- 1976年 (昭和51年）
  - パンパ・グランデ発掘調査に関する博士論文により博士号を得る。同時にアリゾナ大学の客員助教授となる。
- 1977年（昭和52年）
  - オレゴン大学に客員助教授として赴任する。
- 1978年（昭和53年）
  - プリンストン大学に助教授として赴任。バタン・グランデの予備調査開始。
- 1979年（昭和54年）
  - 本格調査開始。
- 1983年（昭和58年）
  - 発掘調査の結果をもとに、バタン・グランデ周辺にあった古代遺跡を建造したプレ・インカ文化の名前を、19世紀に消滅した現地土着語で「月の神殿」を意味する「シカン」と名付ける。
- 1989年（平成元年）
  - TBS「報道特集」のプロデューサーであった三村吉彌、谷徳彦の尽力により資金援助を得る。同番組のキャスターであった小川邦雄をはじめとする取材班が発掘を克明に取材・記録。
- 1991年（平成3年）
  - ロロ神殿北西角の発掘で黄金の冠を発見する。以降、同地点で数々の人骨、副葬品が出土。
  - TBS「報道特集」にて「黄金都市シカン」が放映される。以降、調査の経過報告などで数回放映された。
- 1992年（平成3年）
  - ロロ神殿など一連の発掘作業を終了。
- 1994年（平成6年）
  - 南イリノイ大学人類学科教授となる。
  - 父修二郎が逝去。
- 2005年現在も、ペルーカトリック大学のラファエル・セグーラと共にパチャカマック考古学プロジェクトを指揮するなど、南米古代文明の謎解明に情熱を注ぎ続けている。
- 2009年（平成21年）
  - TBSのクイズ番組日立 世界・ふしぎ発見!で紹介される。
- 2019年（令和元年）
  - 瑞宝中綬章受章[1][2]

## 著書
- 「黄金の都シカンを掘る」朝日新聞社 ISBN 4022568038
- 「古代アンデス美術」岩波書店 ISBN 4000080539